# 河北縦断道路
河北縦断道路（かほくじゅうだんどうろ）は、石川県羽咋郡宝達志水町免田と河北郡津幡町加茂を結ぶ延長13.3 km（キロメートル）の道路である。段階的に開通し、2016年（平成28年）11月、全線供用された。

## 概要
かほく市山側の工業団地やレクリエーション施設などへのアクセス向上と、国道159号の渋滞緩和を目的としている。
全線完成により、国道159号押水バイパスと国道8号津幡北バイパスが直接接続された。津幡町加茂周辺には舟橋JCTもあり、能登方面から2本（国道159号、河北縦断道路）、富山方面から1本（国道8号）の主要道路がすべてここに集まることになる。また、起点周辺では石川県道75号押水福岡線とも接続する。県道75号押水福岡線は宝達志水町内で羽咋広域農道と直結し、羽咋市や志賀町への往来も容易となる。

### 路線データ
- 路線名 - 主要地方道高松津幡線
- 起点 - 石川県羽咋郡宝達志水町免田
- 終点 - 石川県河北郡津幡町加茂
- 延長 - 13.3 km
- 標準幅員 - 6.0 m（13.5 m）
- 車線数 - 2車線

## 歴史
- 1994年度（平成6年度）：第1期（宝達志水町免田 - かほく市谷）事業化。
- 2000年（平成12年）9月21日：宝達志水町免田 - かほく市谷開通。
- 2000年度（平成12年度）：第2期（かほく市谷 - 津幡町加茂）事業化。
- 2003年（平成15年）3月21日：第2期区間起工。
- 2007年（平成19年）8月4日：かほく市谷 - かほく市上山田開通。
- 2016年（平成28年）11月6日：かほく市上山田 - 津幡町加茂開通により全線開通[1]。

## 地理

### 通過する自治体
- 羽咋郡宝達志水町 - かほく市 - 河北郡津幡町

### 交差する道路
- 国道159号押水バイパス（宝達志水町免田・免田東交差点）
- 石川県道75号押水福岡線（宝達志水町森本・押水森本交差点）
- 石川県道227号八野高松線（かほく市中沼・中沼交差点）
- 石川県道227号八野高松線（かほく市内高松）
- 石川県道226号黒川横山線（かほく市横山・横山東交差点）
- 石川県道223号種七窪線（かほく市鉢伏）
- 石川県道221号瓜生能瀬線（津幡町御門）
- 国道8号津幡北バイパス（同町加茂・加茂交差点）